# Kurica (rzeka)
Kurica (ros. Курица) – mała rzeka w europejskiej części Rosji w rejonie krasnogorskim obwodu moskiewskiego, lewy dopływ Moskwy o długości około 3,5 km.
Rzeczka ma swoje źródło na terenach działek towarzystwa sadowniczo-ogrodniczego „Krasnogorskij sadowod”, na południe od linii kolejowej Moskwa-Riżskaja – Manichino I (podmiejski odcinek tzw. „kolei ryskiej”). Płynie południową granicą Krasnogorska, a w pobliżu przystanku kolejowego Krasnogorskaja wpada do niej strumień ze źródła ogłoszonego pomnikiem przyrody o znaczeniu regionalnym (Źródło przy przystanku kolejowym Krasnogorskaja). Między Krasnogorskiem a wsią (ros. деревня, trb. dieriewnia) Iwanowskoje na rzece znajduje się betonowa tama tworząc staw. W środkowym biegu Kurica przepływa przez działki ogrodnicze, potem pod nasypem odnogi linii „kolei ryskiej”, a przed autostradą M9 w pobliżu wsi (trb. dieriewnia) Goljowo tworzy kolejny staw. W dolnym biegu rzeka płynie w rejonie skrzyżowania autostrad M9 i A109, potem wzdłuż nasypu drogi M9, by ostatecznie w granicach Krasnogorska ujść do Moskwy.
Sytuacja ekologiczna Kuricy była niepokojąca. Poniżej zapory we wsi Iwanowskoje usunięto kanał ściekowy, a w 2015 r. zgłoszono zanieczyszczenie rzeki i stawu w pobliżu wsi Goljowo odpadami budowlanymi. Według Kodeksu Wodnego Federacji Rosyjskiej szerokość pasa przybrzeżnego rzeki i stawu winna wynosić 50 metrów, a wynosiła odpowiednio 5 metrów i 20 metrów.